# Maryia Mamashuk
Maryia Ruslanauna Mamashuk (en bielorruso: Марыя Русланаўна Мамашук; Ziabrauka, 31 de agosto de 1992) es un deportista bielorrusa que compite en lucha libre.
Participó en los Juegos Olímpicos de Río de Janeiro 2016, obteniendo una medalla de plata en la categoría de 63 kg. En los Juegos Europeos de Bakú 2015 obtuvo una medalla de bronce en la categoría de 63 kg.
Ganó tres medallas en el Campeonato Europeo de Lucha entre los años 2014 y 2017.

## Palmarés internacional
| Juegos Olímpicos   | Juegos Olímpicos        | Juegos Olímpicos  | Juegos Olímpicos |
| Año                | Lugar                   | Medalla           | Categoría        |
| ------------------ | ----------------------- | ----------------- | ---------------- |
| 2016               | Río de Janeiro (Brasil) | Medalla de plata  | 63 kg            |
| Juegos Europeos    |                         |                   |                  |
| Año                | Lugar                   | Medalla           | Categoría        |
| 2015               | Bakú (Azerbaiyán)       | Medalla de bronce | 63 kg            |
| Campeonato Europeo |                         |                   |                  |
| Año                | Lugar                   | Medalla           | Categoría        |
| 2014               | Vantaa (Finlandia)      | Medalla de plata  | 63 kg            |
| 2016               | Riga (Letonia)          | Medalla de oro    | 69 kg            |
| 2017               | Novi Sad (Serbia)       | Medalla de plata  | 69 kg            |